# Victoria Decka
Victoria Decka là một vận động viên chạy nước rút người Gambia. Cô đã tham gia cuộc thi tiếp sức 4 × 100 mét nữ tại Thế vận hội Mùa hè 1984.